# 엘런 쿠라스
엘런 쿠라스(Ellen Kuras, 1959년 7월 10일 ~ )는 미국의 촬영 감독이다. 영화, 다큐멘터리, 뮤직비디오, 광고 등 다분야에서 활동하였으며, 미국 촬영 감독 조합(ASC)에 가입된 몇 안 되는 여성 촬영 감독 중 한 명이다.

## 작품 목록

### 영화
- Samsara: Death and Rebirth in Cambodia (1989; 단편 다큐)
- 4 Little Girls (1997)
- 히 갓 게임 (1998)
- 썸머 오브 샘 (1999)
- 뱀부즐리드 (2000)
- 애널라이즈 댓 (2002)
- 커피와 담배 - 단편 "Renee" & 단편 "No Problem" (2003)
- 이터널 선샤인 (2004)
- 발라드 오브 잭 앤 로즈 (2005)
- Dave Chappelle's Block Party (2005; 다큐)
- 닐 영 - 하트 오브 골드 (2006)
- 비카인드 리와인드 (2008)
- 샤인 어 라이트 (2008)
- Berlin: Live at St. Ann's Warehouse (2008)
- The Betrayal – Nerakhoon (2008; 다큐/ 연출)
- 어웨이 위 고 (2009)
- 퍼블릭 스피킹 (2010)
- The 50 Year Argument (2014; 다큐)
- 블루밍 러브 (2014)
- 리 밀러: 카메라를 든 여자 (2023, 연출)